# 孔雀殼菜蛤
，是贻贝目壳菜蛤科孔雀蛤属的一种。主要分布于南海、新加坡、马来西亚、印度尼西亚、韩国、中国大陆、台湾，常栖息在潮间带泥地的岩石、潮间带、潮间带。